# Sylvietta leucophrys
A Sylvietta leucophrys a verébalakúak (Passeriformes) rendjébe, ezen belül a Macrosphenidae családba és a Sylvietta nembe tartozó faj. 9-10 centiméter hosszú. Burundi, Kenya, a Kongói Demokratikus Köztársaság, Ruanda, Tanzánia és Uganda hegyvidéki erdős területein él. Rovarokkal, pókokkal, csigákkal táplálkozik.

## Alfajai
- S. l. chapini (Schouteden, 1947) – északkelet-Kongói Demokratikus Köztársaság, egyesek szerint külön faj, feltételezhetően kipusztult;
- S. l. chloronota (E. J. O. Hartert, 1920) – kelet-Kongói Demokratikus Köztársaság, délnyugat-Uganda, nyugat-Ruanda, nyugat-Burundi, nyugat-Tanzánia;
- S. l. leucophrys (Sharpe, 1891) – nyugat-Uganda, nyugat- és közép-Kenya.

## Fordítás
- Ez a szócikk részben vagy egészben  a   White-browed crombec című angol Wikipédia-szócikk fordításán alapul.  Az eredeti cikk szerkesztőit annak laptörténete sorolja fel. Ez a jelzés csupán a megfogalmazás eredetét és a szerzői jogokat jelzi, nem szolgál a cikkben szereplő információk forrásmegjelöléseként.